# My Lai-massakren
Mỹ Lai-massakren var en amerikansk militær operation, massakre og krigsforbrydelse, som foregik 16. marts 1968 i Vietnam, hvor soldater fra den amerikanske hær beskød og dræbte mellem 347 og 504 civile: gamle mennesker, kvinder og børn i landsbyen Tu Cung – bedre kendt som My Lai.
Massakren blev opdaget af en helikopterpilot, som observerede, at der foregik nogle bevægelser omkring landsbyen, som ikke lignede reaktioner fra en almindelig militær aktion. Efter at være landet, tog han kontakt med landtropperne. Men skaden var sket. Toppen i den amerikanske hær forsøgte at neddysse en offentliggjort beskrivelse af operationen, som Tom Glen i 11th Light Infantry Brigade havde skrevet. Det blev Colin Powell, der som ung soldat fik den vanskelige opgave, fordi den amerikanske vietnampolitik tabte terræn.
Massakren huskes som et af de mørkeste øjeblikke i Vietnamkrigen og som en af de værste krigsforbrydelser i amerikansk historie.
Den 17. november 1970 rejste den amerikanske hær sigtelser mod 14 officerer, der blandt andet blev sigtet for at tilbageholde informationer i forbindelse med undersøgelsen af hændelserne. De fleste sigtelser blev senere frafaldet. Der blev rejst straffesag mod William Calley, der den 29. marts 1971 blev idømt livsvarigt fængsel for ordren til nedskydning af civile. Calley afsonede dog kun herefter 3,5 år i husarrest.
 Der er for få eller ingen kildehenvisninger i denne artikel, hvilket er et problem. Du kan hjælpe ved at angive troværdige kilder til de påstande, som fremføres i artiklen.

- Wikimedia Commons har flere filer relateret til My Lai-massakren

15°10′42″N 108°52′10″Ø / 15.178333333333°N 108.86944444444°Ø